# Kurt Seifert (Tischtennisspieler)
Kurt Seifert (* 31. Juli 1919 in Wiesbaden; † 13. Oktober 2001 ebenda) war ein deutscher Tischtennisspieler. Er gehörte Anfang der 1950er Jahre zu den besten deutschen Spielern.
Der viermalige Einzel-Hessenmeister (1947–1950) Seifert spielte bei den Vereinen Germania Wiesbaden und SV Wiesbaden. Mit dem SV Wiesbaden kam er von 1950 bis 1953 bei den deutschen Mannschaftsmeisterschaften viermal in Folge ins Endspiel. Bei den Deutschen Individual-Meisterschaften wurde er zweimal Zweiter im Einzel, 1951 hinter Walter Than und 1953 hinter Conny Freundorfer. 1955 kam er auf Platz drei. Zusammen mit Willi Mallon erreichte er 1952 das Doppel-Endspiel. Mit der hessischen Mannschaft gewann er 1953 den Deutschlandpokal. 
Von 1951 bis 1956 bestritt Seifert 14 Länderspiele. Er vertrat Deutschland bei den Weltmeisterschaften 1951 und 1955 (nur Individual). 1955 wurde er Zweiter im Einzel bei den Internationalen Meisterschaften von Belgien. In der gesamtdeutschen Rangliste 1953 wurde Seifert auf Platz zwei geführt.

## Privat
Von Beruf war Seifert Grafiker. Er war verheiratet und Vater einer Tochter (* 1962).

## Turnierergebnisse
| Verband | Veranstaltung     | Jahr | Ort     | Land | Einzel     | Doppel    | Mixed        | Team |
| ------- | ----------------- | ---- | ------- | ---- | ---------- | --------- | ------------ | ---- |
| GER     | Weltmeisterschaft | 1955 | Utrecht | NED  | letzte 64  | letzte 16 | keine Teiln. |      |
| GER     | Weltmeisterschaft | 1951 | Wien    | AUT  | letzte 128 | letzte 32 | letzte 16    | 10   |